# Le Bain à La Granja
Le Bain à La Granja est une peinture à l'huile sur toile réalisée au palais royal de la Granja de San Ildefonso par Joaquín Sorolla. De dimensions 
80 × 102 cm, elle a été réalisée durant l'été 1907 à l'occasion d'un voyage du peintre et de sa famille où Sorolla devait réaliser le portrait d'Alphonse XIII en uniforme de hussard.

## Historique
Le roi — et de nombreuses personnes à sa suite — s'étaient déplacés pour l'été au palais royal de la Granja de San Ildefonso. Il avait passé commande à Sorolla d'un portrait en pied. Sorolla profita de ce séjour pour réaliser de nombreuses toiles dans un décor différent des scènes de plages dont il avait l'habitude.
Ici, d'après José Manuel Benito, le tableau représente les deux enfants de ses arrière-grands-parents, alors chargés du patrimoine au palais de La Granja.  Jesús (1903-1929) est dénudé au premier plan. Au dernier plan figure Juliana. Elle se tient appuyée au fond sur un tronc d'arbre, des vêtements sous le bras. D'après ce qui en a été publié, ces deux enfants, Jesús et Juliana Fernández Pérez, ont posé plusieurs jours pour Sorolla, à raison d'une heure par jour pour 2.5 pesetas, remis régulièrement chaque jour par le peintre et sont représentés dans plusieurs de ses tableaux.